# اندره کومانس
اندره کومانس (انگلیسی: André Coumans; ۱۰ آوریل ۱۸۹۳ – ۸ مارس ۱۹۵۸) اهل بلژیک بود.
از باشگاه‌هایی که در آن بازی کرده‌است می‌توان به باشگاه فوتبال استاندارد لیژ اشاره کرد.